# Alexandre Pinheiro
Alexandre Henrique Santos Pinheiro, (Limeira, 6 de junho de 1985) é um jogador de basquetebol. 

## Recordes pessoais no Novo Basquete Brasil
O maior número de pontos em uma única partida é de 25 pontos contra o Mogi das Cruzes em 14/03/2013, 10 rebotes no jogo contra o Londrina 29/01/10 e
15 assistências contra o São José 11/03/09.
Na temporada do NBB5 teve uma média de 32,39 minutos jogados, 4,52 rebotes, 5,29 assistências, 1,48 bolas recuperadas e 11,65 pontos por partida.

## Títulos
Unitri/Uberlândia
- Campeão Mineiro: 2004
- Campeão da Liga Sul-Americana: 2005
- Vice Campeão Brasileiro: 2005

Seleção Brasileira Universitária
- Campeão Top Four Nations: 2009

## Honras
- Jogo das Estrelas NBB: 2010